# Barbro Stenström
Barbro Margareta Stenström, född Nilsson 25 mars 1927 i Uppsala, död 16 februari 1994 i Stockholm, var en svensk bokförläggare.
Stenström, som var dotter till köpman Albin Nilsson och Greta Seger, avlade studentexamen 1948. Hon var anställd på Journaltjänst 1949–1951, Nordiska Uppslagsböcker 1951–1953, tidskriften Industria 1953–1955, Forum AB och Albert Bonniers 1955–1966, frilans 1966–1967, anställd på Almqvist & Wiksell 1967–1969, Askild & Kärnekull 1969–1976, Rabén & Sjögren 1976–1983 och verkställande direktör för Stenströms Bokförlag AB från 1983. Hon var styrelseledamot i Svenska Bokförläggarföreningen och Interpublishing AB. Stenström är gravsatt på Galärvarvskyrkogården i Stockholm.